# Fredrik Söderbaum
Carl Fredrik Söderbaum, född 31 juli 1880 i Eskilstuna, död 24 mars 1947 i Stockholm, var en svensk elektroingenjör. 
Söderbaum, som var son till överläkare Per Söderbaum och Ingrid Küsel, avlade studentexamen i Falun 1899 och utexaminerades från Kungliga Tekniska högskolan 1903. Han var ingenjör vid Adolf Ungers Industri AB i Arbrå 1903–1904 och 1905–1906, ingenjör vid beräkningsavdelningen för växelströmsmaskiner och transformatorer vid Förenade Elektriska AB i Ludvika 1907–1918, överingenjör vid Svenska Elektromekaniska Industri AB i Helsingborg 1919–1923, överingenjör vid Elektriska AB Ecks fabrik i Partille 1924–1925, chef för Härnösands stads elektricitetsverk 1925–1935 och verkställande direktör för Svenska Elektriska Materielkontrollanstalten i Stockholm från 1935.
Söderbaum var ledamot av fullmäktige i Ludvika från bildandet till 1918, vice ordförande i Ludvika skolråd under sju år, i kyrkostämman under två år, ordförande i Ludvika köpings kommunalnämnd under fyra år, i Ludvika köpings och sockens styrelse för gemensamma angelägenheter under fyra år, i styrelsen för Ludvika sjukstuga under fyra år, ledamot av drätselkammaren i Helsingborgs stad 1921–1923 och av dess affärsverksstyrelse 1920–1923, ordförande i Tekniska Föreningen i Helsingborg 1923, ledamot av drätselkammaren i Härnösands stad 1929–1935 samt av lönenämnden och hamnstyrelsen där 1932–1935, ordförande i Tekniska Föreningen i Härnösand 1935, styrelseledamot i Svenska elverksföreningen och Svenska Elverkens Ekonomiska Förening 1928–1935.